# Les Sept Piliers de la sagesse
Cet article concerne le livre. Pour la formation rocheuse, voir Sept Piliers de la sagesse.
Les Sept Piliers de la sagesse (en anglais : Seven Pillars of Wisdom: A Triumph)  est le récit autobiographique des aventures de Thomas Edward Lawrence (plus connu sous le nom de « Lawrence d'Arabie ») alors qu'il était officier de liaison britannique auprès des forces arabes lors de la révolte arabe de 1916-1918 contre l'Empire ottoman.

## L'œuvre
Rédigé à partir de 1919, le texte a été remanié plusieurs fois (la première version a été oubliée au buffet de la  gare de Reading en décembre 1919) et a bénéficié de la relecture de George Bernard Shaw, ami de Lawrence. En 1922, une première édition privée a été tirée à huit exemplaires. Une deuxième édition limitée à 200 exemplaires a été réalisée en 1926 avec un texte remanié et raccourci d'un quart. L'année suivante, Lawrence a fait paraître pour le grand public un texte encore plus court sous le titre Révolte dans le désert. La réédition posthume de 1935, qui a consacré le succès de l'œuvre, reprend la version de 1926.
Le titre de l'ouvrage est emprunté à un verset du Livre des Proverbes de la Bible (IX,1-6): « La Sagesse s’est bâtie une maison ; elle a taillé sept colonnes ». Avant la Première Guerre mondiale, Lawrence d’Arabie s’était lancé dans l’écriture d’un livre sur les sept villes les plus typiques du Moyen-Orient (Le Caire, Smyrne, Constantinople, Beyrouth, Alep, Damas et Médine), qui devait s'intituler Les Sept Piliers de la sagesse. Il décida finalement d'utiliser ce titre pour le récit de ses mémoires publié après le conflit.
Le titre pourrait sembler plus approprié au premier projet d'œuvre, cependant le premier paragraphe du poème qui se situe au début du livre pourrait expliquer l'interprétation de Lawrence des sept piliers bibliques et leur rapport avec la Révolte arabe.
La version originale fut illustrée de plusieurs dessins de l'artiste de guerre britannique Eric Kennington, avec qui il devint ami après cette collaboration.

## Traductions en français
- La Révolte dans le désert (1916-1918). Traduit de l'anglais par B. Mayra et le lieutenant-colonel de Fonlongue. Payot, 1928.
- Les Sept Piliers de la sagesse. Un triomphe. Traduction intégrale par Charles Mauron, Payot, 1936 (11e édition en 1955 ; édition en deux volumes en 1963).
- Les sept piliers de la sagesse. Traduction par Julien Deleuze, Gallimard, collection « Folio », 1992.
- Les sept piliers de la sagesse : un triomphe. Traduction nouvelle et notes de Renée et André Guillaume. Librairie générale française, 1995, collection « La pochothèque », Classiques modernes.
- Les sept piliers de la sagesse : un triomphe. Traduction par Jean Rosenthal. R. Laffont, 1993.
- Les sept piliers de la sagesse. Traduction par Éric Chédaille, Phébus, 2009. Version de 1922 non publiée, dite de l’Oxford Times, inédite en France (plus longue d’un tiers mais à l'état d'épreuve non corrigée par l'auteur).

## Autres
Le film Lawrence d'Arabie, sorti en 1962, s'inspire largement du texte du livre Les sept piliers de la sagesse.
Dans le désert de Wadi Rum en Jordanie, une formation rocheuse est également nommée Les sept piliers de la sagesse.
L'album Le Serment des cinq Lords de la série Blake et Mortimer (Yves Sente et André Juillard, 2012) repose sur l'idée que ses anciens employeurs auraient fait tuer Lawrence d'Arabie pour avoir été trop bavard sur son épopée et antipatriotique.
Le groupe suédois Sabaton a consacré à Lawrence d'Arabie une chanson intitulée Seven Pillars of Wisdom sur l'album The Great War (2019)